# 拉尔斯·霍尔曼德尔
拉尔斯·霍尔曼德尔（Lars Valter Hörmander，1931年1月24日—2012年11月25日），瑞典数学家，涉及的研究领域很广，尤其在现代线性偏微分方程现代理论做出了巨大贡献。

## 生平
他于1962年荣获菲尔兹奖，1988年荣获沃尔夫奖。他的Analysis of Linear Partial Differential Operators I - IV（《线性偏微分算子分析》）被认为是线性偏微分算子领域的经典文献。他于1955年在隆德大学获得博士学位，指导老师是Marcel Riesz和Lars Gårding。1968年起任该校教授，直至1996年退休。其间他曾经在斯德哥尔摩大学、美国的斯坦福大学和普林斯顿高等研究所等地任教和进行研究。1987—1990年间，他曾任国际数学联盟副主席。